# M47 드래곤

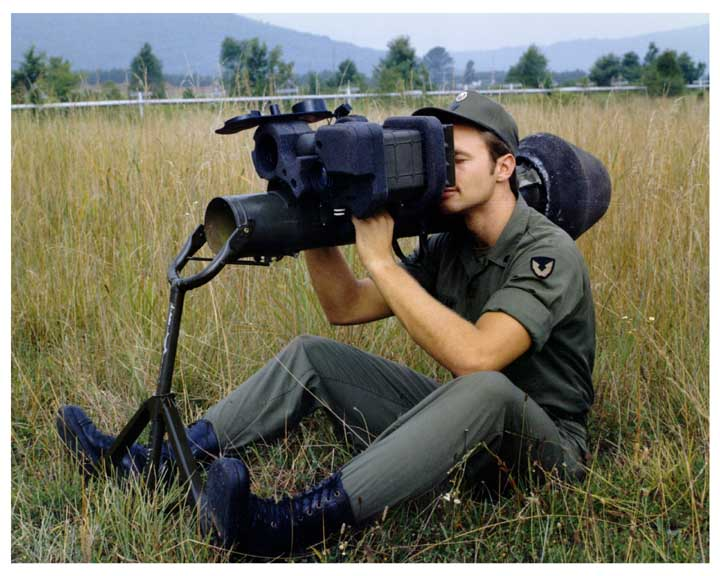

M47 드래곤(영어: M47 Dragon)은 미국이 1970년대 이래 사용해 온 휴대형 대전차 미사일이다. 레이시온이 생산했다. 2001년까지 사용되었으며 재블린 대전차 미사일로 교체되었다.

## 개요
유럽 본토를 향한 소련군의 대규모 전차의 위협을 우려한 미 육군과 미 해병대는 1964년 맥도넬 더글라스(현 보잉) 사에서 제시된 중거리 휴대용 대전차화기(MAW) 설계안을 채택하여 1974년부터 조달을 시작하였으며, 이후 벌어진 그레나다 침공, 걸프전에 다수가 쓰이거나 세계 각국에 수출 및 공여되기도 했지만 미군에서는 2001년을 기점으로 FGM-148 재블린으로 대체되었다.
비행 속도는 초속 200m/s로, 동시대 대전차 미사일인 소련군 9M14 Malyutka(AT-3 sagger)의 초속 115m/s에 비해 대단히 양호한 편이며, 조립이 필요한 다른 대전차 무기와 달리, 보병이 휴대하다 발사시에는 조준기 유닛만 결합하면 되는 매우 획기적인 무기였다.
격발 방식 자체는 현대 대전차 미사일의 표준 점화 방식인 화학베터리를 사용한 점화 서킷을 사용한 방식이며, 격발 뒤 점화까지 약간의 딜레이가 있지만, 그만큼 배터리가 둔하기 때문에 보존환경이 나쁘더라도 장기간 보존이 가능하다는 특징이 있다.
유도 방식은 반자동 가시선지령(semiautomatic command to line of sight)식으로, 발사 후 사수가 조준경으로 계속 목표를 조준하여 유도하는 방식이다.
M47 드래곤은 발사 직후 발사체의 동체 꼬리 부분에서 적외선 플레어가 점화되며, 사수는 조준경을 통해 미사일 위치를 확인하며 목표로 조준을 할 수 있도록 도와주는 역할을 한다.
발사 후 명중까지 사수가 계속 유도를 해야 된다는 단점이 있지만, 냉전기에 개발된 대부분의 대전차 미사일이 채택하고 있는 방식이고, 유도 유닛을 최대한 저렴하고 가볍고 작게 만들 수 있는 탓에 오늘날까지 TOW 대전차 미사일과 9M133 코넷을 포함한 많은 기종들이 이 방식을 사용하고 있다.
유도 유닛이 복잡한 만큼 무게가 늘어나고 비싸지는 것은 물론이고, 발사체에 탑재하는 폭약의 양에도 한계가 있으므로 당연하다.
한국은 드래곤 대전차 미사일보다 우수한 신형 TOW 미사일도 사용하면서 동시에 러시아제 메티스엠을 사용한다. 셋 다 반자동시선유도를 사용한다.
정확히 말하자면 90년대 말, 미군은 슈퍼드래곤 생산을 앞두고 이집트, 사우디아라비아, 이스라엘, 요르단, 모로코, 네덜란드, 대만 그리고 한국에 드래곤 대전차 미사일의 수출 및 개량 사업을 위해 영업을 뛰었던 적이 있다. 실제로 1,500~2,000점의 구형 드래곤이 한국군에 인수되어 시험배치 되었지만, 90년대 말에 드래곤 대전차 미사일은 성능이 한참 부족하였고, 특성상 실탄으로 사격연습을 하지 않으면 정확도 확보가 여럽고, 무엇보다 제일 큰 이유는 당시에는 북한군이 T-72를 보유했다고 알려져 있었는데 드래곤 대전차 미사일이 T-72의 전면장갑을 관통하지 못한다는 점이 채용 실패의 원인이 되었다.정말 다행이다 (스위스군도 같은 이유로 퇴역)
또한 그 시기 러시아에서 값싸게 메티스-M을 도입할 수 있게 되면서, 결국 한국군은 미군의 드래곤 공여를 거부했다. 비슷한 과정을 거쳐 한국군은 동시기에 제안된 미군의 구형 TOW 및 I-TOW의 공여 제안도 거절한다. 얼마 지나지 않아 이미 재고로 쌓인 구형 TOW를 퇴역시키면서 사단 직할 토우중대 다수를 해체, 사단 대전차전력의 약체화를 감수하기도 했다. 세대가 지난 유도무기는 이런 면에서 공짜로 준다고 해도 안 받는 게 속편하다는 것이 진실. 결국 한국 공여가 거부된 재고는 이스라엘, 모로코 등에 넘겨졌다. 이스라엘군의 평가는 시가전에서 적 화점공격용으로 최적이라고. 교전거리가 길고 적의 기동이 용이한 야전에서는 쓰레기 소리를 들었지만 시가전에서는 교전거리가 짧고 적의 기동이 제한되므로 느린 탄속과 짧은 사거리가 큰 문제가 되지 않았기 때문으로 보인다. 사거리는 대전차 로켓 등에 비하면 긴 편이다. 대전차용으로 사용하지 않으면 약한 관통력도 문제가 아니다.

## 종류

### FGM-77A 드래곤
1975년 미 육군의 휴대형 대전차화기(Medium Anti-Tank/Assault Weapon) 사업에 따른 기본형으로, 원래의 제식명은 M47이었으나 1962년 이후에 적용된 3군 합동 제식명 명명법(Tri-service designation system)으로 인해 FGM-77로 변경되었다.

### FGM-77B 드래곤 II
1985년 미 해병대의 1차 성능향상사업(PIP)에 따른 최초개량형으로, 미 해군 해상전 연구소 직속의 달그렌 부문(NSWC Dahlgren)에서 미사일 탄두의 관통력이 460mm로 상향되었지만, 그에 따른 부작용으로 전장이 846mm, 중량이 12.2 kg으로 늘어나게 되었다.

### FGM-77C 드래곤 III
1989년 미 해병대의 2차 성능향상사업(PIP)에 따른 최종개량형으로, 최대 사거리가 1.5km로 늘어났음에도 불구하고 계획 자체가 FGM-148 재블린 도입으로 바뀌면서 양산으로는 이행되지 못했으며 또한 이는 슈퍼 드래곤이라는 이명으로 널리 알려져 있기도 하다.

### 사에게(이란 개량형)
이란은 팔라비 정권 시절 드래곤을 대량으로 구매하여 사용했고 평가도 좋았다. 이라크도 이란에게서 노획품을 운용한 걸로 보아 관통력이 약하다고 해도 T-55나 T-62 같은 구식 전차들에게는 효과적인 무기인 것 같다. 이란이나 이라크처럼 숙련병에게만 대전차전을 맡기기 어려운 나라들에서는 이런 유도무기가 선호되었을 것이다. 더불어 그들이 상대할 전차병들이 이런 유도 미사일을 조기에 발견하고 기민하게 대응할 정도로 숙련된 자들이 아니었다는 점도 있다. 2000년대 들어 이란에서는 역설계 카피인 사에게(Saeghe)라는 물건을 시장에 내기도 했다. 2006년 레바논 침공 당시 새게가 대량노획 되기도 했다.

## 같이 보기
- FGM-148 재블린